# Womad
Womad (кор. 워마드) — это южнокорейское радикальное феминистское интернет-сообщество.

## Концепция
Womad (кор. 워마드) является интернет-сообществом женщин из Южной Кореи. Основано в 2016 году после отделения от другого радикального феминистского интернет-сообщества Megalia. Womad подверглось критике за антимужские публикации. Некоторые из его членов были описаны как гомофобы или трансфобы.

## История
Интернет-сообщество Womad отделилось от сообщества Megalia 22 января 2016 года. Название «Womad» является сочетанием слов «женщина» (Woman) и «кочевник» (Nomad). Сообщество образовалась после того, как Megaila ввело запрет на использование оскорблений в адрес геев и трансгендеров. Это изменение политики привело к миграции членов, пропагандирующих традиционную сексуальную ориентацию. Пользователи Womad реагируют на дискриминацию женщин в Южной Корее, зеркально отражая её по отношению к мужчинам, в результате реакции на деятельность интернет-сообщества Ильбе, которое также базируется в Южной Корее и способствовало возникновению антифеминизма в Южной Корее. Согласно активистам сообщества Womad, его участники не являются феминистской группой.

## Участники
Участников сообщества Womad причисляют в неолибералам. Группа продолжала поддерживать бывшего президента Южной Кореи Пак Кын Хе после того, как она была заключена в тюрьму в результате южнокорейского политического скандала 2016 года. Сообщество обвиняли в насмешках над ветеранами Корейской войны, католической церковью и активистами движения за права трудящихся. Ряд постов, высмеивающих покойного актера Ким Джу Хёка, вызвал ещё больше осуждения. Критики публично квалифицировали Womad как «ненавистническое веб-сообщество, усугубляющее конфликт и разделение» среди южнокорейцев.

## Сайт сообщества
На сайте сообщества работает система голосования, подобная Reddit, позволяющая пользователям одобрять публикации. В кнопке «Нравится» используется символ свастики и надпись «워념글 추천» (кор. Рекомендуемый пост), а иконка представляет собой изображение вульвы с красной точкой в центре, символизирующей менструальную кровь или огонь.

## Инциденты
Сообщество Womad вызвало споры из-за экстремального онлайн-троллинга — публикаций жестокого обращением с животными, крайней ненависти к геям и трансгендерам. По этой причине Womad называют «TERF корейского образца».

### Сообщения об убийствах мужчин
В 2016 году на сайте Womad появились сообщения об убийствах мужчин: «Я накормил мужчин кофе, смешанным с автомобильным антифризом» и «Я убил мужчину, столкнув его в водохранилище». 28 июля 2016 года полицейские управления Ульсана и Кванджу начали расследование. В отношении сообщества было подано несколько запросов на закрытие, но провайдер Kakao отклонил все запросы, заявив, что «некоторые посты были скрыты, но в деятельности сообщества недостаточно нарушений, чтобы его закрыть».

### Насилие над ребёнком
19 ноября 2017 года одна из участниц сообщества опубликовала пост на форуме Womad, в котором утверждала, что изнасиловала австралийского мальчика. Она загрузила фотографии и видео, на которых изображено насилие над ребёнком. Члены Womad выразили поддержку автору поста, оставив комментарии, в которых говорилось, что они заплатили бы за просмотр видеороликов сексуального насилия. В ответ на этот пост на правительственном сайте Синего дома была создана петиция с требованием уголовного преследования виновной. 20 ноября 2017 года в Дарвине федеральной полицией Австралии в связи с инцидентом была арестована 27-летняя кореянка по имени Арым Ли (Areum Lee). Подозреваемой было предъявлено обвинение в изготовлении материалов, содержащих насилие над детьми. Агентство Франс Пресс сообщило, что она останется под стражей до судебного заседания, назначенного на середину января 2018 года. Согласно интервью с родителями жертвы, возникло подозрение, что её удостоверение личности было поддельно. Члены Womad утверждали, что Арым Ли невиновна, и проводили онлайн-сбор средств на оплату услуг её адвоката. Они направили петицию в австралийскую полицию с требованием освободить Арым Ли

### Скрытая камера
В 2018 году пользовательница Woman опубликовала фотографию обнаженного мужчины-фотомодели, полученную с помощью скрытой камеры. Пользовательница была арестована. Участники Womad утверждали, что арест был продиктован её полом и провели акцию протеста на станции Хехва в Сеуле.